# Segerstad Storegården
Segerstad Storegården este o arie protejată (arie specială de conservare — SAC, sit de importanță comunitară — SCI) din Suedia întinsă pe o suprafață de 0,36 ha, integral pe uscat.

## Localizare
Centrul sitului Segerstad Storegården este situat la coordonatele 58°14′01″N 13°39′26″E / 58.2336°N 13.6572°E.

## Înființare
Situl Segerstad Storegården a fost declarat sit de importanță comunitară în iunie 2001 pentru a proteja un număr necunoscut de specii din flora spontană și fauna sălbatică aflate în arealul zonei. Situl a fost protejat și ca arie specială de conservare în martie 2011.

## Biodiversitate
Situată în ecoregiunea boreală, aria protejată conține 1 habitat natural: Fânețe de joasă altitudine (Alopecurus pratensis, Sanguisorba officinalis).
La baza desemnării sitului se află un număr nedeclarat de specii protejate.